# April Wine
April Wine est un groupe canadien de hard rock, originaire de Waverley, en Nouvelle-Écosse. Le groupe se délocalise par la suite au Québec. Il connaît maints succès pendant les années 1970, surtout en Amérique du Nord, et compte 16 albums studio depuis 1971,. Malgré ses 40 ans, il se produit toujours sur scène.

## Biographie

### Débuts
Le groupe se lance en 1969 à Waverley, en Nouvelle-Écosse, Au cours de ses premières années, le groupe connaît régulièrement des changements parmi ses membres, Myles Goodwyn demeurant cependant en place. Halifax n'offrant pas assez d'opportunités au goût du groupe, celui-ci se délocalise à Montréal, au Québec le 1er avril 1970, n'apportant avec eux que leurs instruments et 100$ comptant. Ici, ils signent avec le label Aquarius. Vers la fin des années 1970, la composition du groupe demeure stable. Elle comprend à ce moment : Myles Goodwyn, chanteur et guitariste soliste (né le 23 juin 1948 à Halifax, Nouvelle-Écosse, décédé le 3 décembre 2023) ; Brian Greenway, guitare (né le 1er octobre 1951) ; Gary Moffet, guitare ; Steve Lang, basse ; et Jerry Mercer, batteur (né le 27 avril 1939). La formation change en 1971 avec l'arrivée du bassiste Jim Clench. En 1978, ce dernier remplaça le guitariste Randy Bachman au sein du groupe canadien Bachman-Turner Overdrive. 

### Succès
Myles Goodwyn compose pratiquement toutes les chansons originales du groupe, sauf Gimme Love (1976) composée par Hovaness « Johnny » Hagopian. Sous la houlette du producteur Ralph Murphy, le groupe enregistre son deuxième album, On Record.
Le groupe place trois chansons parmi le top 40 et cinq albums sur les palmarès américains.
Ses plus grands succès se trouvent sur l'album certifié or Harder... Faster (cent mille copies vendues) et sur le suivant certifié platine The Nature Of The Beast (deux cent mille copies vendues). D'autres albums sont certifiés or et platine. À la suite de l'évolution du marché de la musique vers le techno pop à partir du milieu des années 1980, le groupe se scinde, chacun tentant de faire fortune autrement.

### Retour
Pour diverses raisons, Goodwyn, Greenway, Mercer et Jim Clench décident de reformer le groupe au début des années 1990. Deux albums avec des chansons originales seront produits: Attitude (1993) et Frigate (1994). Plusieurs de leurs albums au format vinyle seront édités pour être gravés sur disque compact.
Le 3 novembre 2010, l'ancien bassiste Jim Clench meurt à l'hôpital de Montréal à la suite de son long combat contre un cancer du poumon en stade terminal,,,.
Encore en 2013, les fans canadiens peuvent assister aux concerts du groupe. Par exemple, il joue au Classic Rock Festival à Minidosa, dans le Manitoba. Le 22 juin 2009, le groupe est sur la scène du Festival d'été de Shawinigan. Breen Leboeuf (membre d'April Wine de 2007 à 2011), y interprète en français Câline de Blues du groupe Offenbach dont il faisait partie avec Gerry Boulet. Le public aura droit à la version April Wine, un clin d'œil pour la Fête Nationale du Québec du 24 juin. Breen LeBoeuf a quitté April Wine en juillet 2011 et fut remplacé par Richard Lanthier.
L'ancien bassiste Steve Lang, souffrant de la maladie de Parkinson, meurt le 4 février 2017 à 67 ans.

## Récompenses
Le groupe est récipiendaire de deux prix Félix (artiste québécois le plus connu en dehors du Québec en 1981 et 1982) est récompensé une fois et nommé huit fois aux prix Juno sur la période s'étendant entre 1975 et 1983,,. Myles Goodwyn est récompensé d'un ECMA (Prix de la musique de la Côte Est) Lifetime Achievement Award en 2003,,,. April Wine est aussi induit dans le Canadian Music Industry Hall of Fame et récompensé d'un CMW Lifetime Achievement Award le 13 mars 2009,,. En 2008, ils sont induits au East Coast Music Hall of Fame. Le 18 avril 2010, ils sont induits au Canadian Music Hall of Fame.

## Discographie

### Albums studio
- 1971 : April Wine
- 1972 : On Record
- 1973 : Electric Jewels
- 1975 : Stand Back
- 1976 : The Whole World's Goin' Crazy
- 1977 : Forever, for Now
- 1978 : First Glance
- 1979 : Harder... Faster
- 1981 : The Nature of the Beast
- 1982 : Power Play
- 1984 : Animal Grace
- 1985 : Walking Through Fire
- 1993 : Attitude
- 1994 : Frigate
- 2001 : Back to the Mansion
- 2006 : Roughly Speaking

### Album live
- 1974 : Live! (Play Loud)
- 1977 : Live at the El Mocambo
- 1984 : One for the Road
- 1990 : Oowatanite
- 1999 : Live on the King Biscuit Flower Hour 1982 Recording
- 2003 : Greatest Hits Live

### Compilations
- 1979 : Greatest Hits
- 1981 : The Best of April Wine Ballads
- 1990 : Rock Ballads
- 1992 : Over 60 Minutes With... April Wine : the Hits
- 1992 : Over 60 Minutes With... April Wine : All the Rockers
- 1992 : Over 60 Minutes With... April Wine : the First Decade
- 1992 : The April Wine Collection
- 2002 : Classic Masters

## Vidéographie
- Live In London, 1981 (PMI)
- Sony Video 45, 1984